# Honda Small Hybrid Concept

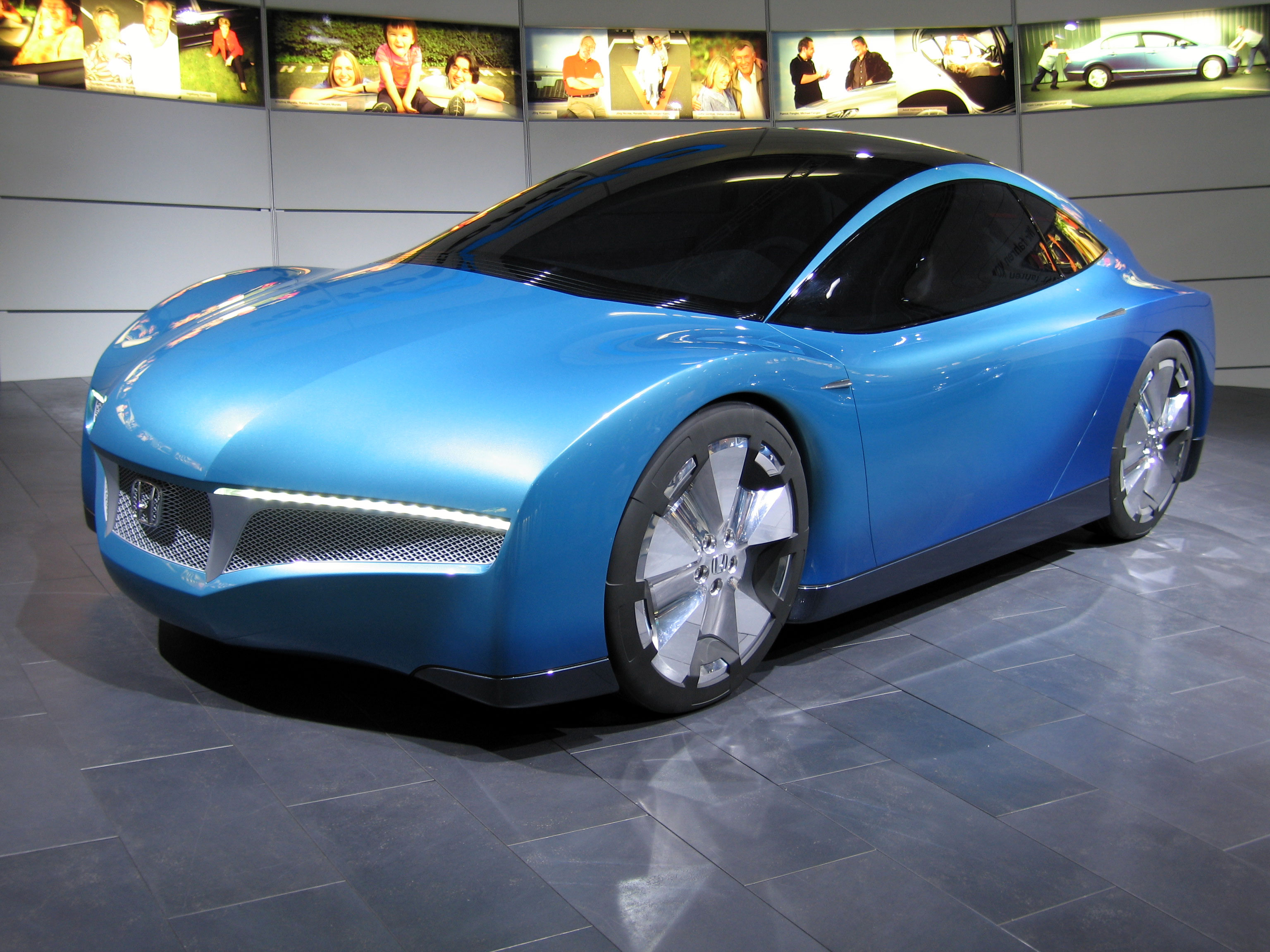
Honda Small Hybrid Concept auf der IAA 2007

Die Konzeptstudie Small Hybrid Sports Concept des japanischen Automobilherstellers Honda feierte unter großem Medieninteresse seine Premiere am Genfer Automobilsalon 2007. Die Idee, Sportlichkeit sowie Energieeffizienz zu vereinen, soll für die Autos von morgen richtungsweisend sein. Entwickelt wurde der Small Hybrid Sports im Designzentrum von Honda Europe (North) in Offenbach am Main. 
Der Small Hybrid Sports Concept ist ein zweisitziges kleines Coupé. Auffallend an der Studie ist die aerodynamische Form, die übergroß scheinenden 20-Zoll-Räder sowie die Tatsache, dass bei der Studie die Außenspiegel durch Digitalkameras ersetzt worden sind. Die Motorisierung erfolgt durch die Vereinigung eines Elektromotors mit einem Ottomotor.